# Chiesa di Sant'Anastasia (Borgorose)
La chiesa di Sant'Anastasia è la parrocchiale di Borgorose, in provincia e diocesi di Rieti; fa parte della zona pastorale del Salto Cicolano.

## Storia
La prima citazione di una cappella dedicata a sant'Anastasia risale al 1153 ed è contenuta in una bolla di papa Anastasio IV in cui il pontefice confermava su di essa la giurisdizione del vescovo di Rieti; una seconda menzione si trova invece in un atto di papa Lucio III datato 1182.
Questa chiesa nel 1231 risultava dipendere dall'abbazia di Ferentillo, così come pure il monastero di San Giovanni in Leopardis.
Nel Settecento la chiesa di Santa Caterina fu interessata da un intervento di rifacimento e di ampliamento riutilizzando parte dei materiali provenienti dalla soppressa cappella di San Giovanni in Leopardis; nel secolo successivo la suddetta chiesa venne ridedicata a Sant'Anastasia, mentre la cappella intitolata a quest'ultima viceversa prese il titolo di Santa Caterina.
Nel 1986 le tre parrocchie di Collorso, Poggiovalle e Villerose furono soppresse ed aggregate a quella di Borgorose.

## Descrizione

### Esterno
La facciata della chiesa, rivolta a nordovest, presenta al centro il portale d'ingresso originariamente collocato nella cappella di San Giovanni in Leopardis e sormontato dalla scritta "Sacros Later Eccles/ Liborius Abbas Mosca/ Posuit Anno D. 1745", ai lati due bifore e sopra il rosone, anch'esso proveniente da quella cappella.
Annesso alla parrocchiale è il campanile a base quadrata, suddiviso in più registri da cornici; la cella presenta su ogni lato una monofora ed è coperta dal tetto a quattro falde. 

### Interno
L'interno dell'edificio si compone di un'unica navata, sulla quale si affacciano i bracci del transetto e le cui pareti sono scandite da lesene tuscaniche sorreggenti il cornicione modanato; al termine dell'aula si sviluppa il presbiterio, rialzato di alcuni gradini ed ospitante l'altare maggiore.
Qui sono conservate numerose opere di pregio, tra le quali diverse tele risalenti ai secoli XVI e XVII.